# Ferrocarril en Singapur

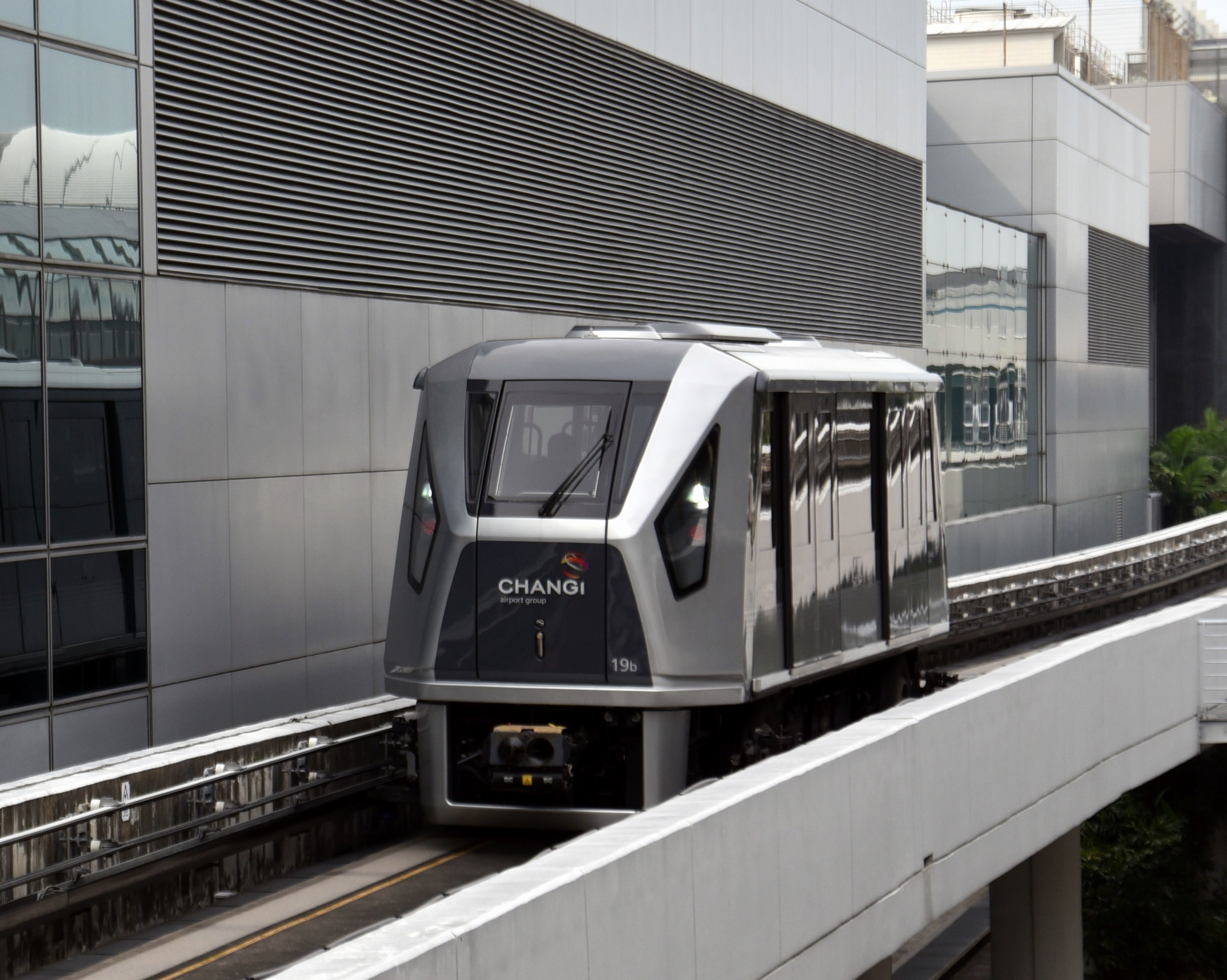
Skytrain del aeropuerto de Changi

El transporte ferroviario en Singapur consiste principalmente en un sistema de transporte ferroviario urbano de pasajeros que abarca toda la ciudad-estado: un sistema de metro conocido colectivamente como sistema de tránsito rápido masivo (MRT) operado por los dos mayores operadores de transporte público, SMRT Trains (SMRT Corporation) y SBS Transit, así como varias líneas de tránsito de tren ligero (LRT) con guías automatizadas de caucho también operadas por ambas compañías. Además, existen líneas locales especializadas de tren ligero en lugares como el aeropuerto de Singapur Changi y Sentosa.
Un corto tramo restante de la vía férrea construida originalmente durante el periodo colonial británico está conectado a la red ferroviaria malaya, y es operado por la compañía ferroviaria malaya Keretapi Tanah Melayu (KTM). La sección de Singapur del ferrocarril ahora solo presta servicios interurbanos de pasajeros; hasta 2011 el ferrocarril también transportaba mercancías entre Malasia y el puerto de Singapur en Tanjong Pagar.
Se han propuesto dos enlaces ferroviarios internacionales con Malasia para sustituir al ferrocarril KTM. El sistema de tránsito rápido Johor Bahru-Singapur está actualmente en construcción y está previsto que comience a funcionar en 2026. El tren de alta velocidad Kuala Lumpur-Singapur estaba previsto, pero se archivó en enero de 2021.
Aunque Singapur no es miembro de la Unión Internacional de Ferrocarriles (UIC), dada la naturaleza de Singapur como ciudad-estado y su falta de ferrocarril nacional propiamente dicho, SMRT Corporation, SBS Transit y la Autoridad de Transporte Terrestre son miembros de la Unión Internacional del Transporte Público (UITP). SMRT Corporation también es miembro del grupo de evaluación comparativa Community of Metros (CoMET).

## Historia

### Los primeros ferrocarriles delsigloXIX

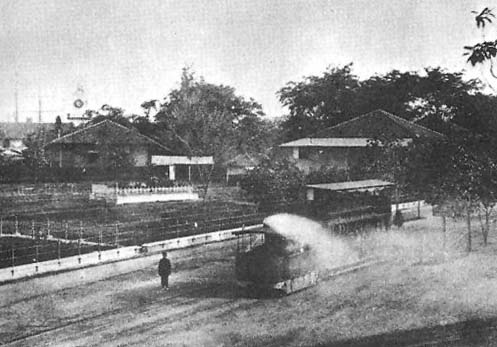
Un tranvía de vapor tal y como se utilizaba en el Singapur de 1880.

El primer ferrocarril de Singapur fue un ferrocarril de vapor que se remonta a 1877 y que fue utilizado por la Tanjong Pagar Dock Company para "ayudar al trabajo de descarga de los buques"; este ferrocarril corría a lo largo del muelle de una milla de largo y era servido con maquinarias 0-4-0ST suministradas por Dick & Stevenson.
Los cimientos del primer tranvía de Singapur se sentaron por primera vez en 1882 con la creación de la Singapore Tramway Company, con sede en Londres, tras la aprobación, en virtud de la Ordenanza de Tranvías de 1882, de la construcción de cinco líneas de tranvías a vapor por la ciudad de Singapur. El 8 de diciembre de 1883, la Singapore Tramway Company lanzó un prospecto para construir y edificar tranvías para el transporte de pasajeros y mercancías en Singapur. Los primeros raíles se colocaron el 7 de abril de 1885 y el primer servicio regular desde Tanjong Pagar hasta Johnston's Pier comenzó el 3 de mayo de 1886. El tranvía funcionaba con 16 (inicialmente 14) máquinas de vapor 0-4-0ST de Kitson and Company y vagones de pasajeros de dos pisos. Sin embargo, el tranvía demostró no ser competitivo frente a otros medios de transporte como los rickshaws y fue interrumpido en 1894.
Los primeros ferrocarriles eléctricos de Singapur se iniciaron en 1891 con una línea de demostración de 180 pies de longitud construida a lo largo del New Harbour (actual Keppel Harbour) por Charles Buckley, con la previsión de construir un tranvía eléctrico entre la ciudad y Kranji. Varias personalidades, entre ellas el sultán de Johore, fueron invitadas a presenciar el experimento y el sultán subió y bajó la línea en un tranvía improvisado. A esto le siguió la línea eléctrica de Kranji, construida cerca de la residencia del sultán de Johore en 1892. A pesar de la buena acogida inicial que tuvo la inauguración de la línea, las demostraciones no tuvieron mucho éxito.

### Ferrocarril Singapur-Kranji, década de 1900

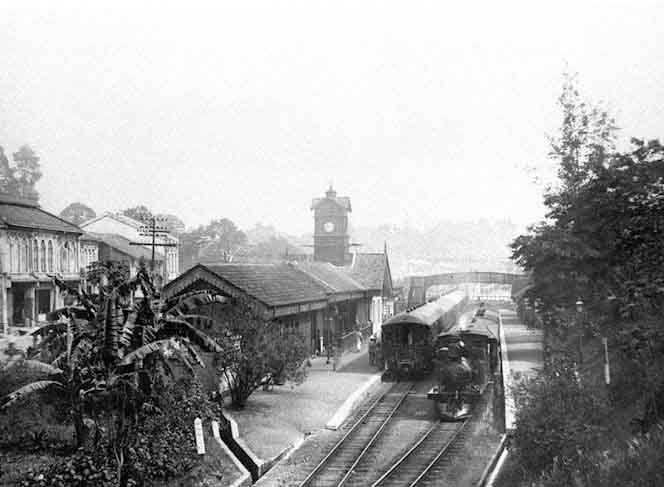
Estación de Tank Road, la terminal original de la ciudad del ferrocarril gubernamental de Singapur.

Ya en 1869 el ingeniero W. J. du Port, de la Tanjong Pagar Dock Company, había propuesto la construcción de una línea de ferrocarril a través de Singapur, principalmente para dar servicio al puerto nuevo, pero el gobernador Charles Bullen Hugh Mitchell no aprobó el proyecto hasta 1899, después de que el entonces gobernador Cecil Clementi Smith planteara su necesidad en una reunión del Consejo Legislativo de 1889. Las obras de construcción se iniciaron entonces, y la ceremonia de colocación de la primera piedra se celebró el 16 de abril de 1900. Se empleó principalmente mano de obra china.
C. E. Spooner, director general del Federated Malay States Railway (FMSR), fue nombrado supervisor del proyecto. Con un coste total de 1.967.495 dólares, el Ferrocarril Singapur-Kranji (también conocido como Ferrocarril del Gobierno de Singapur), que va de Singapur a Kranji, se completó en 1903. El primer tramo se puso en marcha el 1 de enero de 1903. Se extendía desde la estación de Singapur en Tank Road hasta Bukit Timah y constaba de cuatro estaciones a lo largo de la línea: Singapur, Newton, Cluny y Bukit Timah. Según un informe periodístico del día siguiente, el día de la inauguración se transportaron "un total de 557½ pasajeros". El segundo tramo, que ampliaba la línea hasta Woodlands, se completó tres meses después, cuando se inauguró la estación de Woodlands el 10 de abril de 1903. En 1903, hubo un total de 426.044 pasajeros. En 1905, esta cifra había aumentado a 525.553. Poco después comenzaron las obras de ampliación de la línea ferroviaria desde un punto cercano a Tank Road, donde se construyó una nueva estación de paso en 1906/7, hasta los muelles de Pasir Panjang. La ampliación se completó y se inauguró el 21 de enero de 1907. Con la ampliación, las estaciones de la línea eran Woodlands, Mandai, Bukit Panjang, Bukit Timah, Holland, Cluny, Newton, Tank Road, Borneo Wharf y Pasir Panjang.
En cuanto al material rodante, el ferrocarril utilizó inicialmente cuatro locomotoras de vapor 4-4-0 de Hunslet Engine Company y, en 1907, adquirió otras dos de estas máquinas.
El ferrocarril Singapur-Kranji circulaba inicialmente con nueve trenes diarios: seis trenes de paso entre Woodlands y Tank Road y tres trenes con parada en Bukit Timah. El último tren del día salía de Tank Road hacia Bukit Timah a las 18.40 horas. En 1904, había ocho recorridos diarios y todos los trenes circulaban entre Tank Road y Woodlands. A una velocidad de entre 16 y 29 km/h, los trenes tardaban entre 54 y 55 minutos en llegar a Woodlands desde la ciudad, frente a las dos horas que tardaban otros medios de transporte como el carro de bueyes, el coche de caballos o el rickshaw.

### El retorno del tranvía, 1905-1926

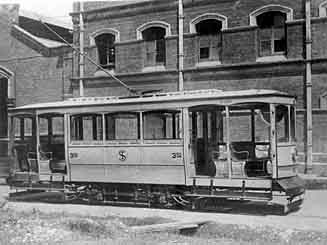
La Singapore Traction Company (STC) se hizo cargo de la incipiente red de tranvías en 1925. Un tranvía de tercera clase operado por la STC a mediados de la década de 1920.

Mientras tanto, los tranvías experimentaban un auge de construcción en muchas zonas urbanas tras las mejoras para los tranvías eléctricos realizadas por Frank J. Sprague en 1888. Con grandes esperanzas de exportar el tranvía eléctrico más allá de los mercados nacionales, en 1901 se creó la Singapore Tramways Ltd para construir un tranvía eléctrico para Singapur. Posteriormente, se promulgó la Ordenanza de Tranvías de 1902, que otorgaba derechos a la empresa para construir y explotar un tranvía en Singapur.
Se planificaron cinco líneas, que discurrían a lo largo de la alineación original de los tranvías de vapor y se extendían más allá de la red original de tranvías de vapor, pero también se construyó otra línea que discurría entre High Street y Orchard Road y una línea de conexión con un depósito en Mackenzie Road. En 1905 se construyó una central eléctrica para suministrar electricidad a las líneas aéreas del tranvía; la misma central también alimentaba el alumbrado público del municipio.
El tranvía eléctrico debía prestar tanto servicios de pasajeros como de mercancías. Para ello se adquirió diverso material rodante de la United Electric Car Company, a saber, tranvías de banco cruzado y tranvías "californianos" para los servicios de pasajeros y motores de carga, vagones abiertos y furgonetas para el transporte de mercancías.
El 29 de marzo de 1905, la Singapore Tramways fue adquirida oficialmente por la Singapore Electric Tramways Limited. Los tranvías eléctricos se abrieron al público el 24 de julio de 1905, con poca fanfarria. Los choques con los carros de bueyes y los conductores de rickshaw, así como los vándalos, dificultaron el funcionamiento de los tranvías eléctricos. El crecimiento del comercio de la isla impulsó el aumento de los recorridos, que incluían a los pasajeros, aunque el tráfico de personas en los tranvías experimentó un lento crecimiento. La competencia de los rickshaws seguía siendo dura. No obstante, la reducción de las tarifas de los tranvías aumentó el número de pasajeros hasta 32.000 en 1909; a finales de ese año, la empresa estaba en números rojos, aunque con un modesto beneficio de 134,26 libras.
Los operadores de tranvías se enfrentaron a la tensión de tener que sustituir las vías y mantener los generadores. En 1913, todas las vías debían ser sustituidas y los generadores funcionaban a pleno rendimiento. El estallido de la Primera Guerra Mundial limitó los esfuerzos de revisión; en 1921, Singapore Electric Tramways tenía pérdidas de 50.000 libras anuales. Buscó el asesoramiento profesional de la exitosa Shanghai Electric Construction Company, y luego emprendió una rehabilitación completa en un último esfuerzo por mantener vivo el sistema. Se reconstruyeron los tranvías y se revisaron las tarifas. Se redujeron las tarifas para los viajeros de corta distancia (menos de 2,4 km aproximadamente) y el resultado fue espectacular. El número de pasajeros aumentó un 235% y los ingresos un 95%. Singapore Electric Tramways obtuvo un beneficio de 23.000 libras en 1923.
Sin embargo, justo cuando el sistema empezaba a ser viable, los comisarios municipales se negaron a prorrogar las concesiones de los tranvías. Alegaron la incompatibilidad de los intereses de las partes sobre el estado de las vías por las que circulaban los tranvías y se avergonzaron de que las vías reconstruidas discurrieran por una superficie fina y asfaltada mientras los carriles exteriores estaban maltrechos.
El 1 de octubre de 1925, los tranvías eléctricos pasaron a manos de la Singapore Traction Company (STC), que se encargó de convertir los tranvías en trolebuses. Los últimos tranvías circularon por las calles en 1927.

### Evolución posterior, 1910-1941

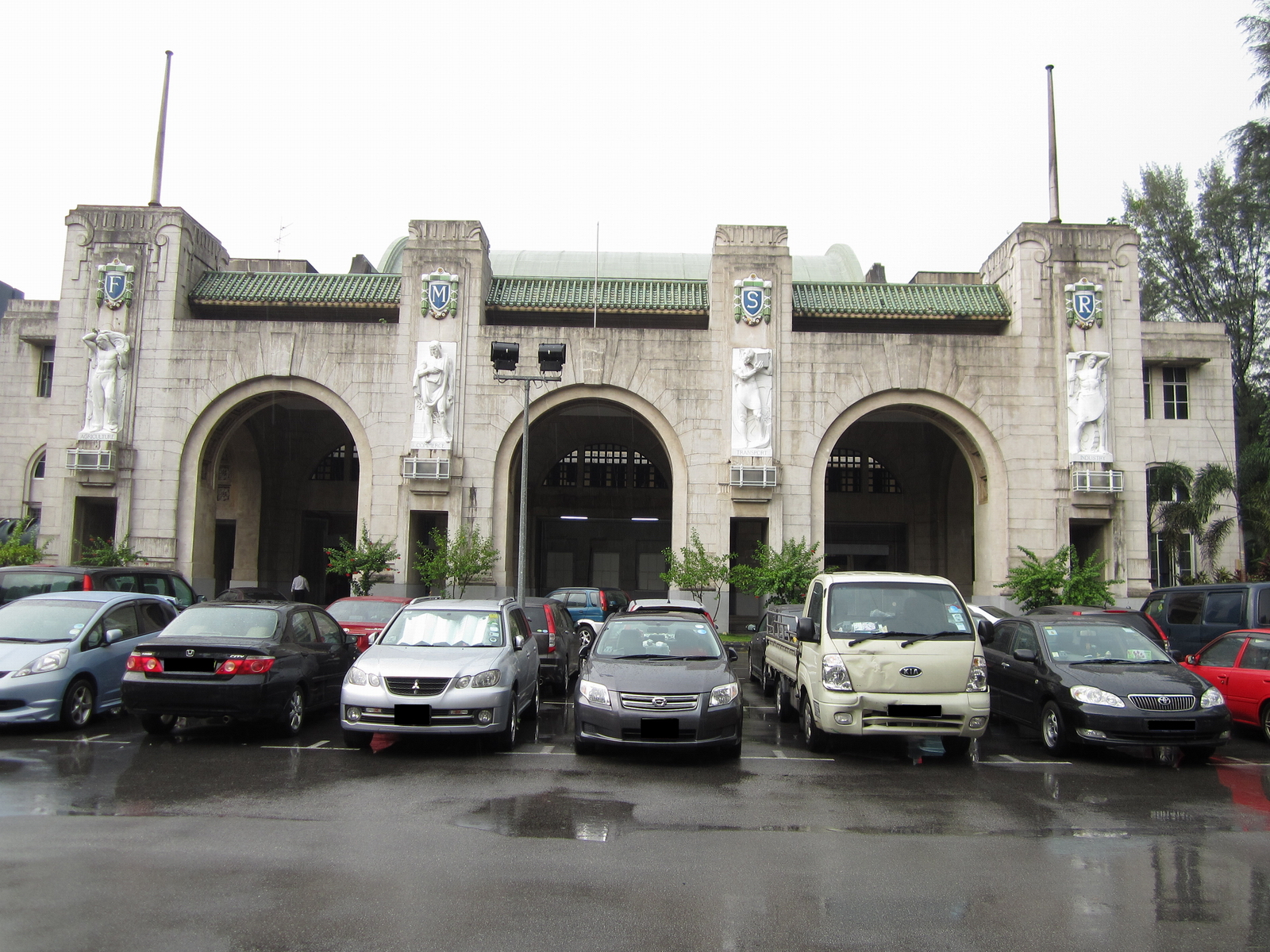
Tanjong Pagar fue la terminal ferroviaria desde 1932 hasta 2011.

En 1904, el sultán de Johore firmó una línea de 194 km entre Gemas y Johor Bahru, que se completó en 1909. Ahora existía una conexión ferroviaria casi continua entre Singapur y Penang, excluyendo el cruce del Estrecho de Johor, que se atendía con dos barcos llamados Singapur y Johore. En 1913, el ferrocarril Singapur-Kranji fue vendido al FMSR por un precio de 4,136 millones de dólares en previsión de una eventual conexión entre ambos ferrocarriles. Esta conexión se realizó finalmente en 1923 con la apertura de la Calzada Johor-Singapur.
De 1929 a 1932, la parte del ferrocarril entre Bukit Timah y Pasir Panjang se desvió de su alineación original a una nueva ruta que pasaba por Tanglin y Alexandra hasta Tanjong Pagar para eliminar los pasos a nivel a lo largo de la alineación original.

#### Ferrocarriles militares, años 20-30

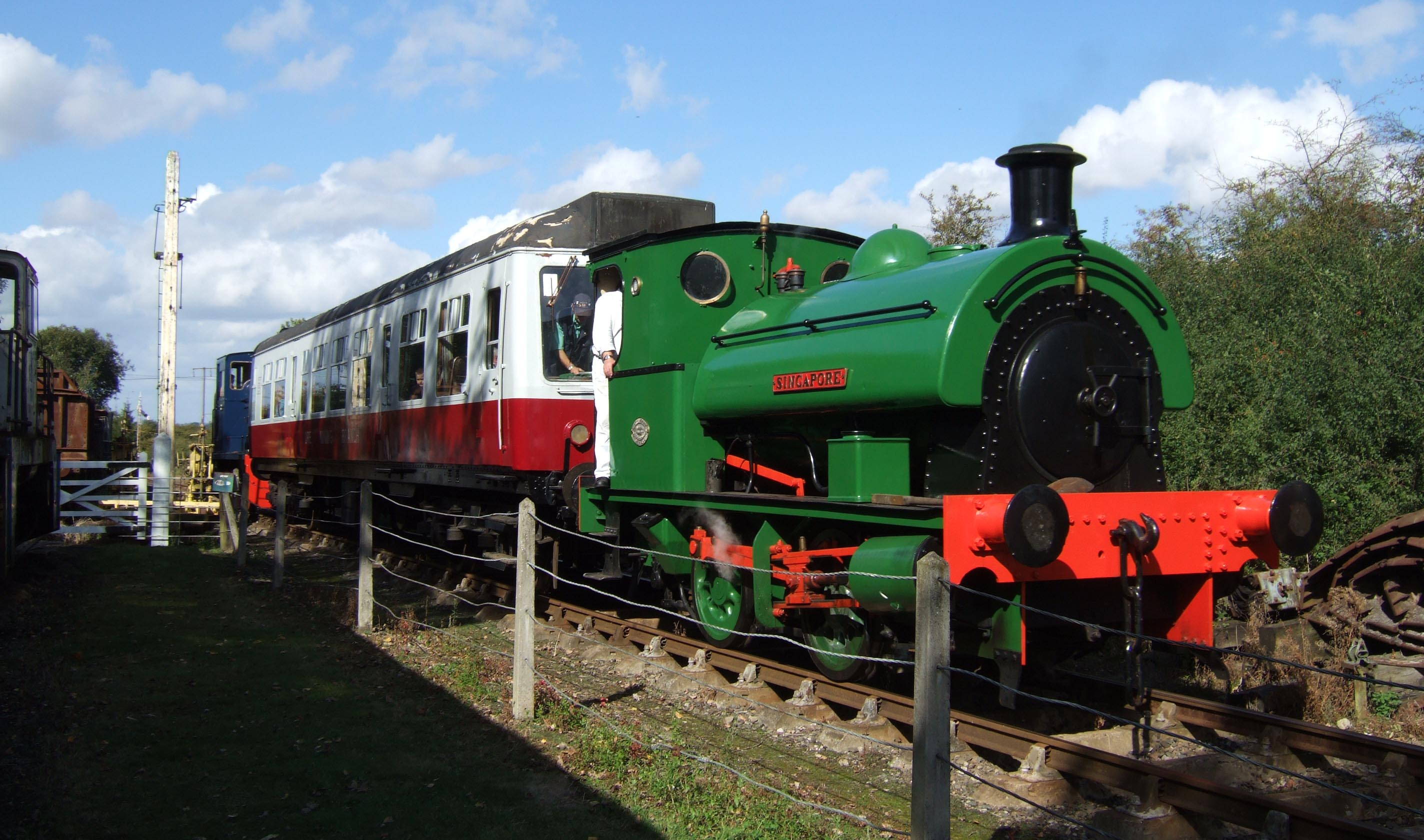
Hawthorn Leslie 0-4-0ST 3865 "Singapur".

El ferrocarril militar del Almirantazgo era una línea que se desprendía de la línea principal cerca de Woodlands y se construyó en la década de 1930 para dar servicio al astillero naval de Sembawang. Tres de las locomotoras eran 0-6-0T construidas por Hunslet en 1929 y numeradas SL18-20. En noviembre de 1941 fueron transferidas al FMSR como segunda clase A, convirtiéndose posteriormente en la clase 331 antes de ser vendidas al Puerto de Singapur en 1946. Además de la línea de ancho de vía, existía un sistema de ancho estándar y dos de las locomotoras que operaban en este sistema fueron devueltas al Reino Unido en 1955. Una de ellas, la Hawthorn Leslie 3865 de 1936, una 0-4-0ST llamada "Singapur", se ha conservado.
El Ferrocarril Militar de Changi era una línea de 4 millas de longitud de ancho estándar construida por el FMSR para el Departamento de Guerra, para la protección de la nueva Base Naval de Singapur en Sembawang. Las fortificaciones para la base naval se colocaron en la entrada del Viejo Estrecho, en Changi, donde se instalaron un cañón de 15 pulgadas, una batería de 9 pulgadas, una batería de 6 pulgadas y luces de búsqueda. Las instalaciones de artillería se abastecieron con depósitos de munición subterráneos y se cargaron con proyectiles perforantes. En la playa se instalaron emplazamientos de máquinas de hormigón y alambre. Los aeródromos de Sembawang, Seletar y Tengah debían proporcionar cobertura aérea a la Base. Bagnalls of Stafford suministró una 0-6-0ST, número 2547 de 6/1936, al departamento de la Oficina de Guerra, Changi, Singapur. Tenía cilindros de 16" x 22" y ruedas motrices de 3' 4". La última vez que se la vio abandonada fue en 1947, pero se desconoce su destino. El ferrocarril iba desde el muelle de Fairy Point hasta la batería con un corto ramal hasta un depósito.

### Evolución de la posguerra, 1950-1995

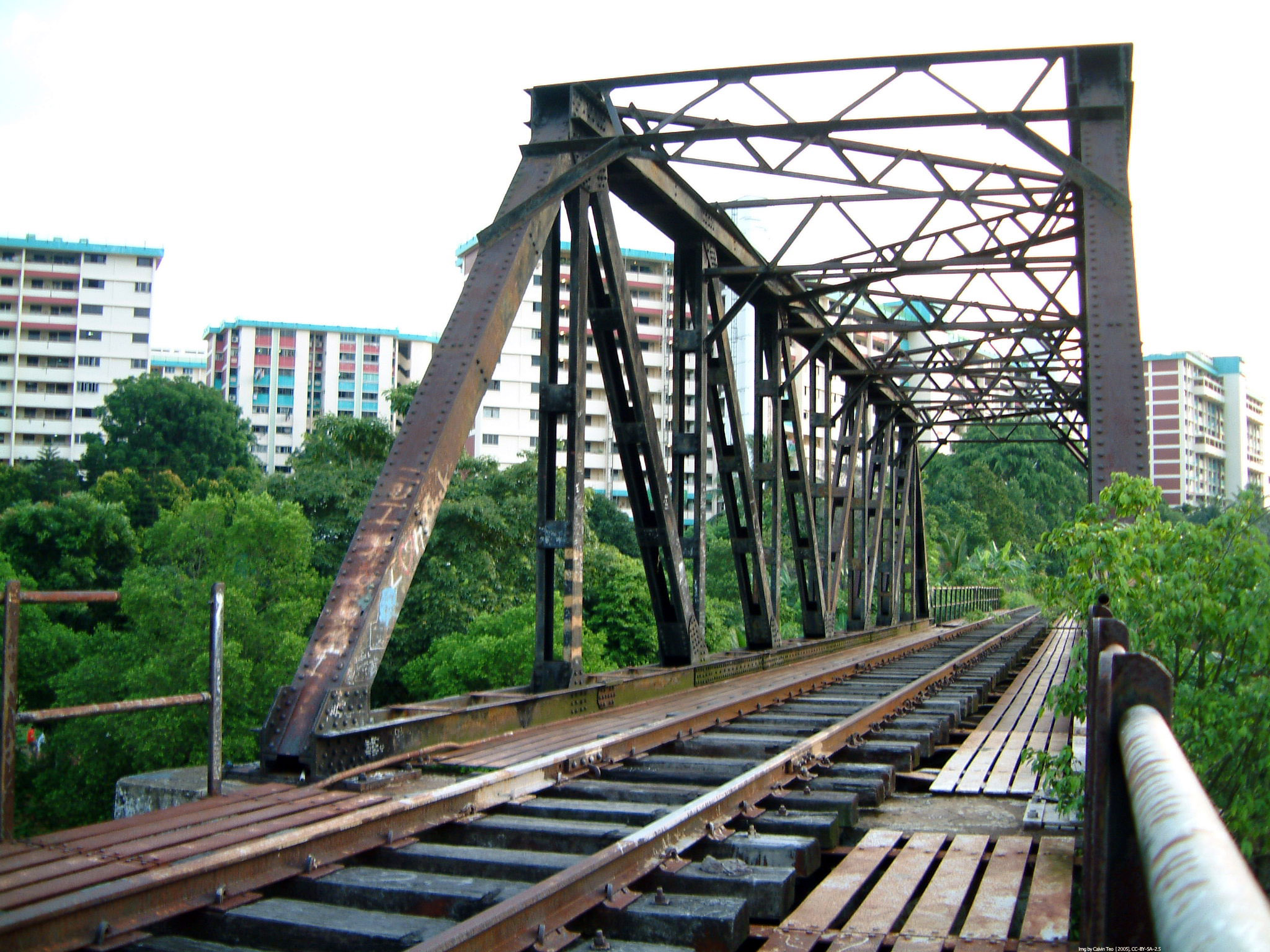
Puente ferroviario en desuso en la desaparecida línea KTM Jurong.

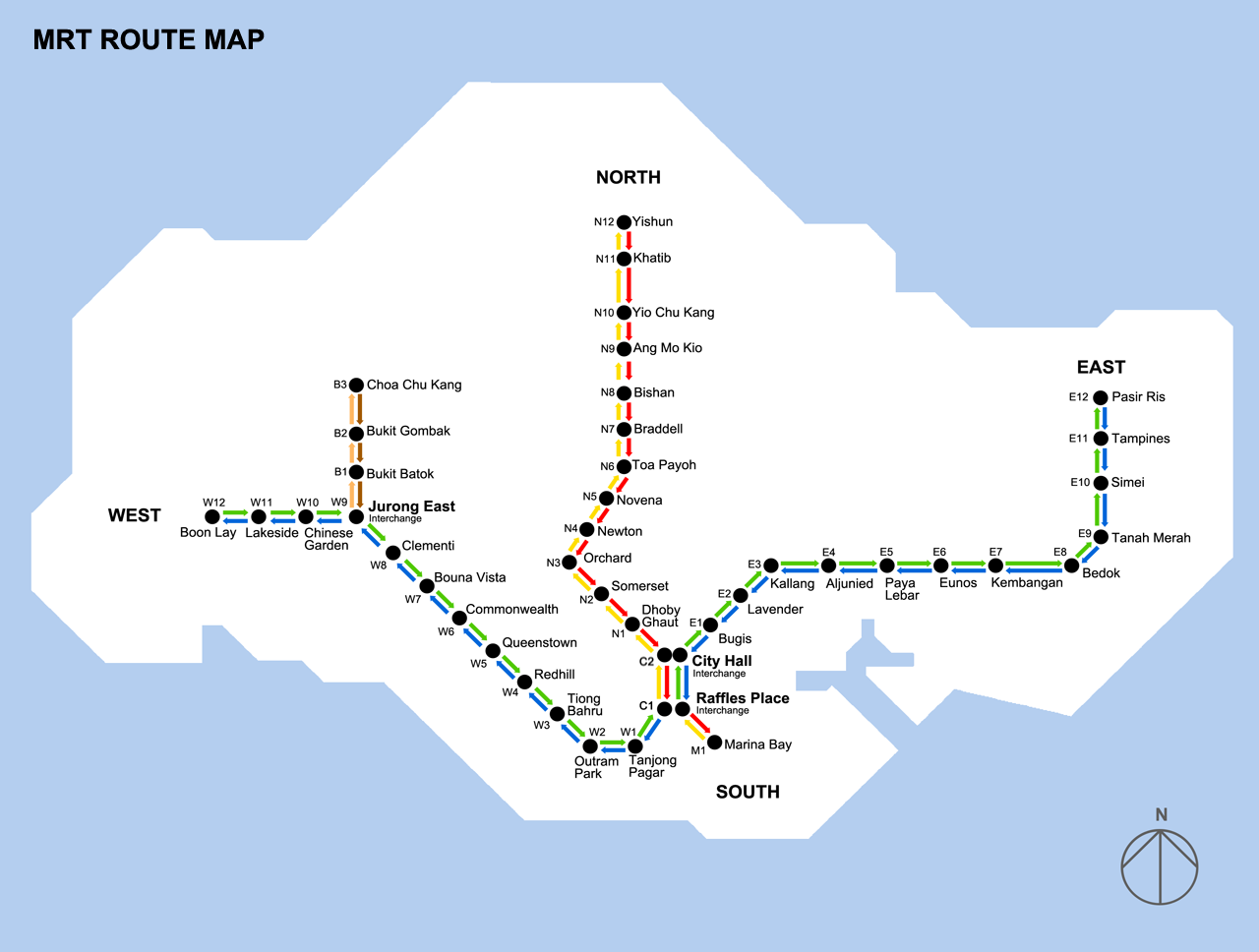
Un mapa del sistema inicial de MRT utilizado de 1987 a 1996.

Cuando terminó la Segunda Guerra Mundial, en 1945, el FMSR seguía operando seis estaciones a lo largo de la línea: Tanjong Pagar, Tanglin Halt, Bukit Timah, Bukit Panjang, Kranji y Woodlands. En 1946, el FMSR cerró Tanglin Halt, Bukit Panjang y Kranji para permitir un viaje más rápido entre Woodlands y Tanjong Pagar. Mientras tanto, el FMSR pasó a llamarse Ferrocarriles Malayos en 1948, tras la formación de la Federación de Malaya; en 1962 volvió a llamarse Keretapi Tanah Melayu (KTM).
En 1953 se propuso convertir la línea de ferrocarril malaya existente en un sistema de tránsito de ferrocarril ligero electrificado de doble vía para resolver el problema de la congestión; se podrían utilizar vagones diésel en caso de que no fuera económico. Sin embargo, la propuesta no se materializó. Cuando los conductores de autobús de la STC se pusieron en huelga en 1956, los Ferrocarriles Malayos tuvieron que proporcionar un servicio de tren local suplementario para aliviar a los viajeros afectados por la huelga.
En 1961, la Junta del Puerto de Singapur contaba con 16 millas de vías en su terreno de 950 acres, que estaban conectadas a la línea principal al oeste de la estación de Tanjong Pagar. En la década de 1970 pasó a llamarse Autoridad Portuaria de Singapur y poseía varias máquinas de maniobras diésel.
Tras la plena autonomía interna de Singapur en 1959, el nuevo gobierno del Partido de Acción Popular aplicó una agresiva política de industrialización para resolver los problemas de desempleo, una de las cuales fue la construcción del polígono industrial de Jurong en 1960. En 1963 se construyó una línea de Jurong para el transporte de mercancías, que se inauguró en 1965. Los trenes circulaban hacia el oeste desde Bukit Timah por debajo de Clementi Road, a través de Ulu Pandan, bajo una rotonda en Upper Ayer Rajah Road y Jalan Ahmad Ibrahim, y se ramificaban en tres líneas que penetraban en el Polígono Industrial de Jurong. A pesar de las grandes expectativas de mover entre 2 y 3 millones de toneladas de mercancías al año, una inestable fusión con Malasia entre 1963 y 1965 hizo que se infrautilizara el potencial de la línea. La línea de Jurong acabó cerrándose en la década de 1990, a pesar de los renovados llamamientos de la Asociación de Automovilistas de Singapur y de varios miembros del público para que se acondicionara para el servicio de pasajeros.
El uso de locomotoras de vapor se interrumpió en Singapur en 1972. La electrificación estaba prevista desde finales de los años 70, pero los planes nunca llegaron a materializarse.
KTM probó servicios de ferrobús con vehículos experimentales de BRE-Leyland y Ganz Mavag de Hungría entre Singapur y Johor Bahru en 1988.
En 1982 comenzó a funcionar una línea de monorraíl de bucle cerrado en la isla turística de Sentosa, tras la aprobación de los planes para su construcción en 1979. Ese mismo año también se dio luz verde a la construcción del metro de Singapur (MRT), tras un estudio en tres fases realizado de 1972 a 1982 y un debate sobre un sistema totalmente de autobuses frente a un sistema de autobuses y trenes. La red inicial de MRT se inauguró por fases entre 1987 y 1990, con dos años de antelación al plazo original de 1992.
En 1990 se inauguró en el aeropuerto de Changi el Skytrain, un sistema automatizado de transporte de personas con ruedas de goma que conectaba la Terminal 1 con la recién inaugurada Terminal 2, tanto en el lado de tierra como en el de aire. Al igual que muchos de sus contemporáneos, como el People Movers del Aeropuerto Internacional de Tampa y el Shuttle Transit del Aeropuerto de Gatwick, el Skytrain utilizó inicialmente el sistema totalmente automatizado Westinghouse-Adtranz C-100.
En 1995, el consejo estatutario encargado del MRT, el MRTC, se fusionó con otros consejos estatutarios encargados de otros asuntos de transporte terrestre para formar la Autoridad de Transporte Terrestre.

### Último tren que sale de Tanjong Pagar, 2011

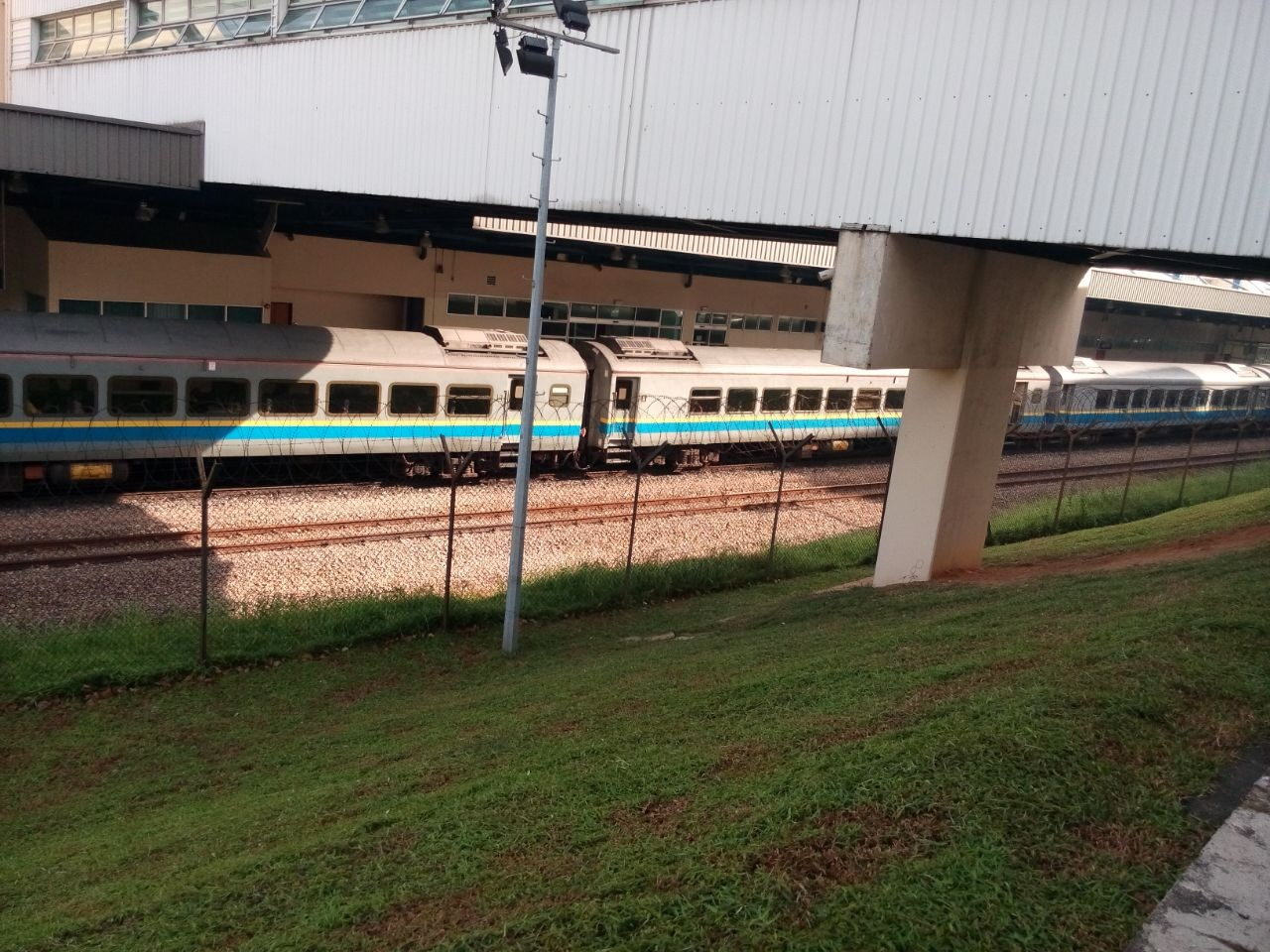
Desde 2011, los trenes KTM paran en Woodlands en lugar de Tanjong Pagar.

El gobierno de Singapur codiciaba enormemente las 217 hectáreas de terreno destinadas a la línea KTM que estaban bajo jurisdicción malaya. En 1990, el Primer Ministro de Singapur, Lee Kuan Yew, y el ministro de Finanzas de Malasia, Daim Zainuddin, firmaron un histórico Punto de Acuerdo (POA) por el que KTM se retiraría hacia el norte de Woodlands desde Tanjong Pagar a cambio de tres parcelas de terreno de Singapur por parte de una empresa de propiedad conjunta de Singapur y Malasia. Sin embargo, varios términos del POA fueron objeto de desacuerdo entre los dos gobiernos y se avanzó poco. En 1998, Singapur trasladó sus instalaciones CIQ a Woodlands desde Tanjong Pagar, pero Malasia no hizo lo mismo.
No fue hasta 2010 cuando se llegó a un acuerdo entre los primeros ministros Lee Hsien Loong y Najib Razak para cerrar los bucles del POA. Al final, el KTM se acortó hasta la estación Woodlands Checkpoint, mientras que se eliminó cualquier plan al sur del mismo. Los dos gobiernos también acordaron un sistema de metro transfronterizo.
El 30 de junio de 2011, la estación de tren de Tanjong Pagar vio salir su último tren antes de ser cerrada al día siguiente.

### Desarrollos contemporáneos, a partir de los años 90

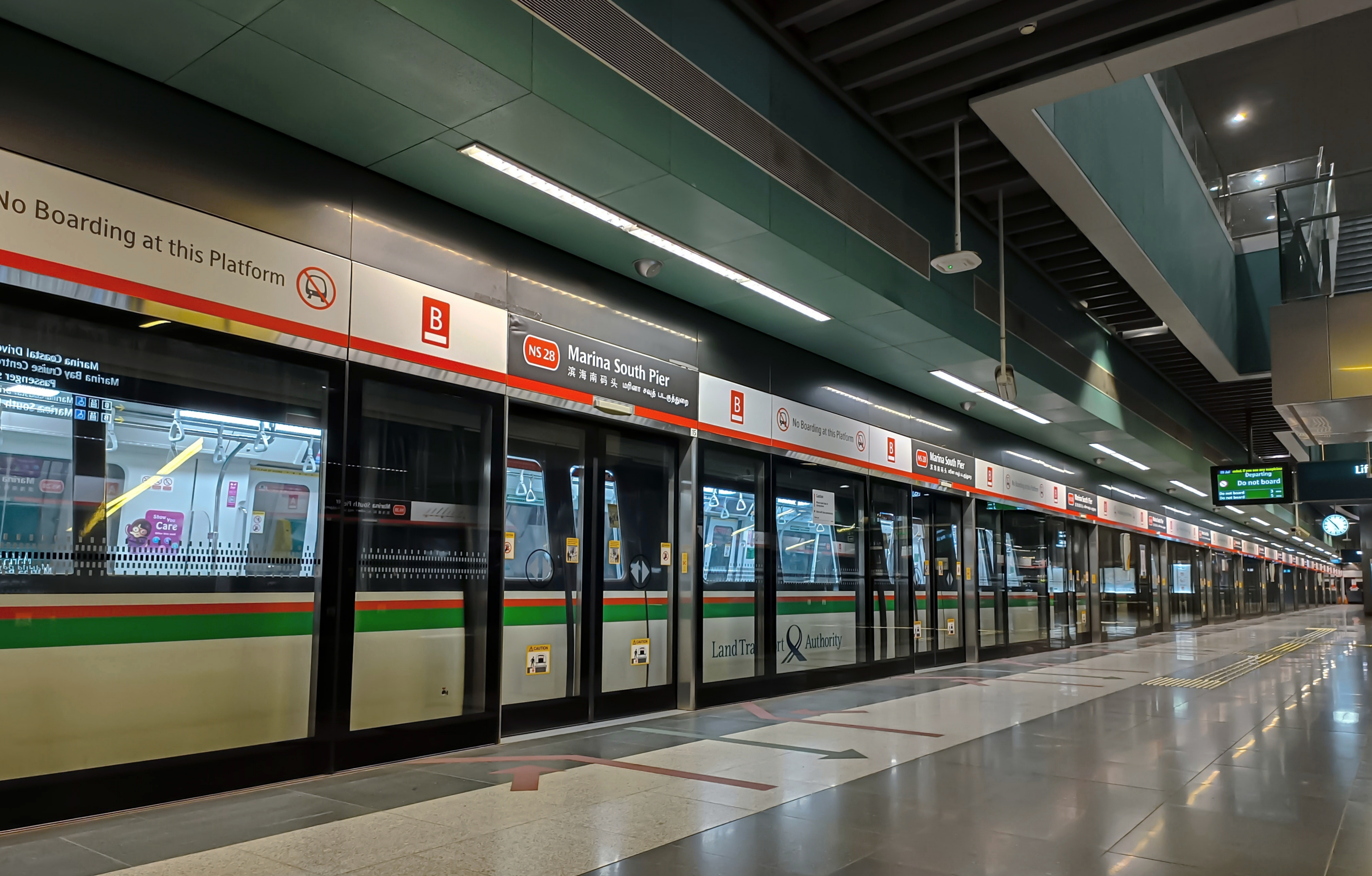
La estación de MRT de Marina South Pier es una de las estaciones de MRT más nuevas de la red y fue inaugurada en 2014.

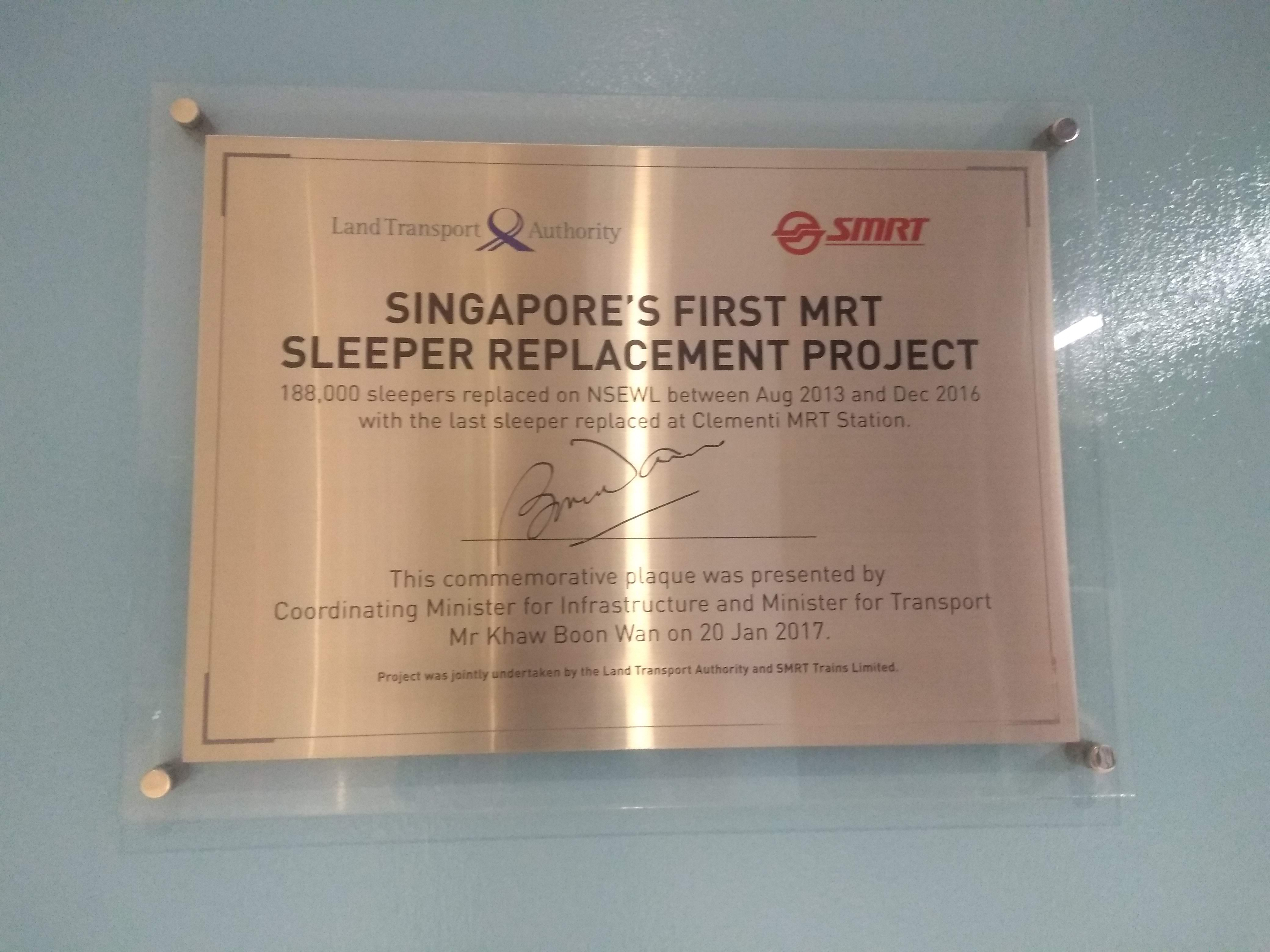
Las antiguas traviesas de madera de las dos líneas de MRT más antiguas se sustituyeron por otras de hormigón entre 2013 y 2016.

Desde la finalización del sistema inicial de MRT en 1990, el gobierno de Singapur ha tomado medidas para seguir ampliando la red ferroviaria urbana de la ciudad-estado; dichas ampliaciones se han puesto de manifiesto en muchos planes, como el Libro Blanco de 1996 y varios Planes Directores de Transporte Terrestre, el último de los cuales pretende llevar la longitud de la red de MRT hasta casi 400 km en 2040. La primera de estas ampliaciones fue la de Woodlands, que conectaba Sembawang, Woodlands y Kranji con Yishun y Choa Chu Kang en 1996. En 2002, se completó una línea de conexión entre el aeropuerto de Changi y la red principal de MRT a través de la Expo de Singapur, y se puso en marcha una nueva estación de MRT, la estación de MRT de Dover. En 2003, se inauguró la primera línea de metro pesado totalmente automatizada (existen varios sistemas ferroviarios urbanos de capacidad media totalmente automatizados más antiguos en ciudades como Lille) entre Punggol y Harbourfront.
Tras los estudios sobre la viabilidad de las aplicaciones urbanas de los sistemas automatizados de transporte de personas como transporte de enlace en la década de 1990, se construyó una línea de tránsito rápido ligero (LRT) entre Choa Chu Kang y Bukit Panjang, que se inauguró en 1999. Sin embargo, esta línea de LRT tuvo muchos problemas, como rieles guía dañados. Las siguientes líneas de LRT construidas en Sengkang y Punggol a principios de la década de 2000 utilizaron en su lugar el Mitsubishi Crystal Mover; dicha tecnología también se adoptó para el Skytrain del aeropuerto de Changi en 2007 para sustituir el sistema original C-100 cuando se renovó el sistema ampliándolo para dar servicio a la nueva Terminal 3. También se planearon varios sistemas de LRT para muchas otras ciudades nuevas, pero se cancelaron o se planearon como nuevas líneas de MRT en su lugar.
En 2002 se inició la construcción de la Circle Line, concebida anteriormente como líneas de LRT separadas, que debía conectar los centros subregionales de Bishan, Paya Lebar y Buona Vista. Sin embargo, la construcción se vio obstaculizada por el derrumbe de la autopista Nicoll en 2004, que se cobró cuatro vidas y dejó heridas a otras tres. Las operaciones de la línea de capacidad media totalmente automatizada no comenzaron hasta 2009 y la línea original se completó totalmente en 2012. La segunda línea de MRT de capacidad media, la línea de MRT del centro de la ciudad, se construyó a partir de 2008 y se inauguró por etapas entre 2013 y 2017. En enero de 2020 entró en funcionamiento la sexta línea de MRT, la línea de MRT Thomson-Costa Este.
En 2005, el monorraíl original de Sentosa se cerró debido a los planes de remodelación de Sentosa con un complejo turístico integrado para 2010. Un nuevo Sentosa Express construido por Hitachi comenzó a funcionar dos años después.
El sistema MRT sufrió una serie de graves interrupciones en la década de 2010, las más graves en diciembre de 2011, julio de 2015 y octubre de 2017. Para hacer frente a los problemas, el gobierno ha tratado de renovar y ampliar la red, así como de ampliar la mano de obra en el sector ferroviario. Esto ha incluido la sustitución de las traviesas, el tercer carril, el suministro eléctrico, la señalización y los circuitos de vía en las líneas MRT Norte-Sur y Este-Oeste, la adquisición de nuevo material rodante para las líneas existentes y la construcción de nuevas líneas para aliviar la congestión en las líneas existentes. También se inauguró en 2017 la Academia Ferroviaria de Singapur para formar mejor a los ingenieros ferroviarios y se va a construir en 2022 un nuevo centro integrado de pruebas de trenes para probar rigurosamente las nuevas tecnologías ferroviarias. Estos esfuerzos están empezando a dar sus frutos, ya que la fiabilidad de las líneas de MRT se ha multiplicado casi por diez en 2019.

## Transporte ferroviario urbano

### Metro de Singapur (MRT)

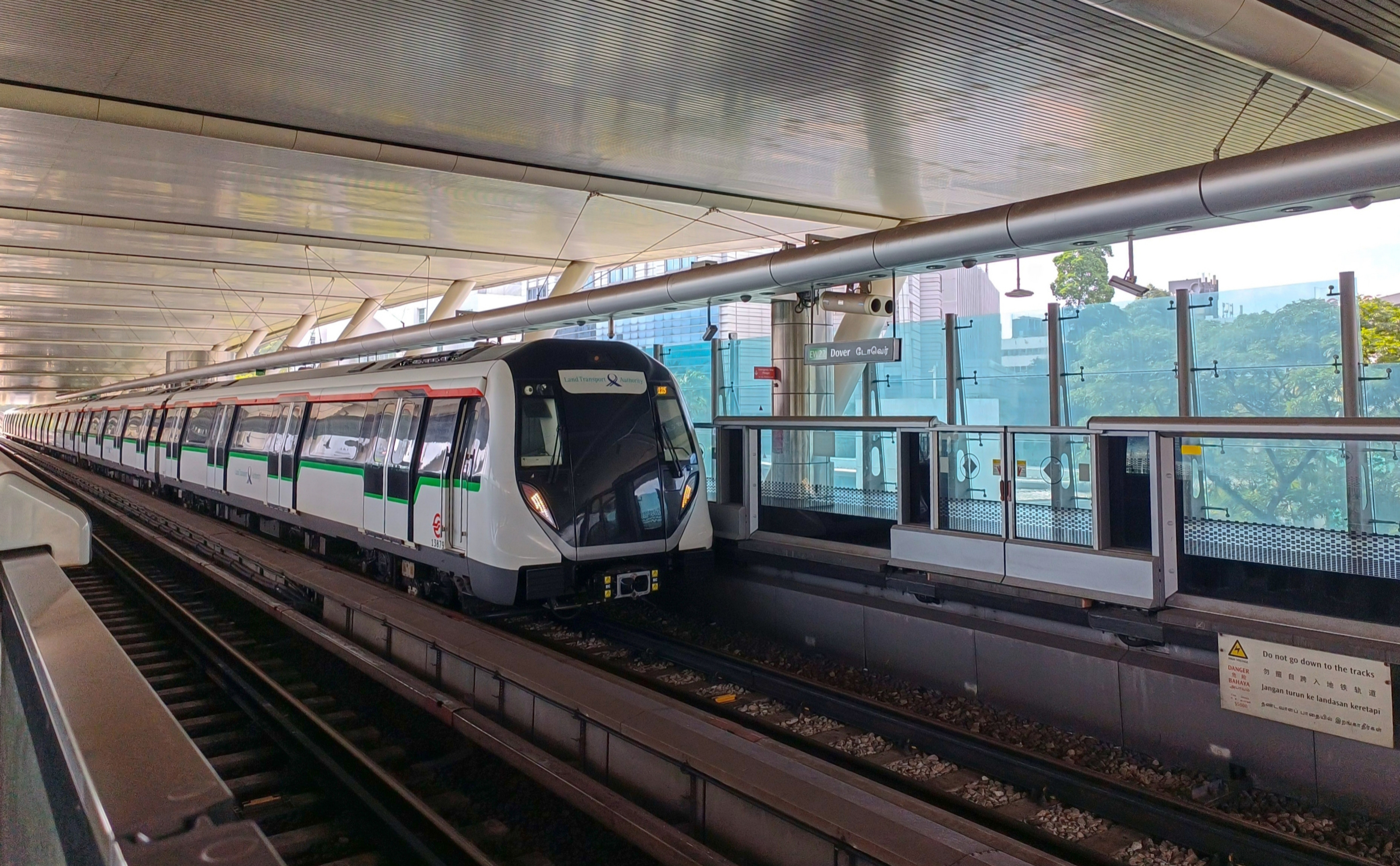
Unidad Alstom Movia R151 del metro de Singapur.

El metro de Singapur, inaugurado en 1987, es un sistema de metro con raíles pesados que constituye la principal columna vertebral del sistema de transporte público de Singapur junto con los autobuses públicos; en 2021, la red tiene una longitud de 216 km y 187 estaciones. La Autoridad de Transporte Terrestre planea proporcionar un sistema de transporte ferroviario más completo ampliando la red ferroviaria hasta un total de 360 km para el año 2030, con ocho de cada diez hogares viviendo a menos de 10 minutos a pie de una estación de MRT.
La red actual de MRT consta de seis líneas principales: la North South Line, la East West Line, la Circle Line y la Thomson-East Coast Line, operadas por SMRT Trains (SMRT Corporation), y la North East Line y la Downtown Line, operadas por SBS Transit. Otras dos líneas, la Jurong Region Line y la Cross Island Line, se abrirán por etapas a partir de 2026 y 2029 respectivamente.

### Tren ligero (LRT)

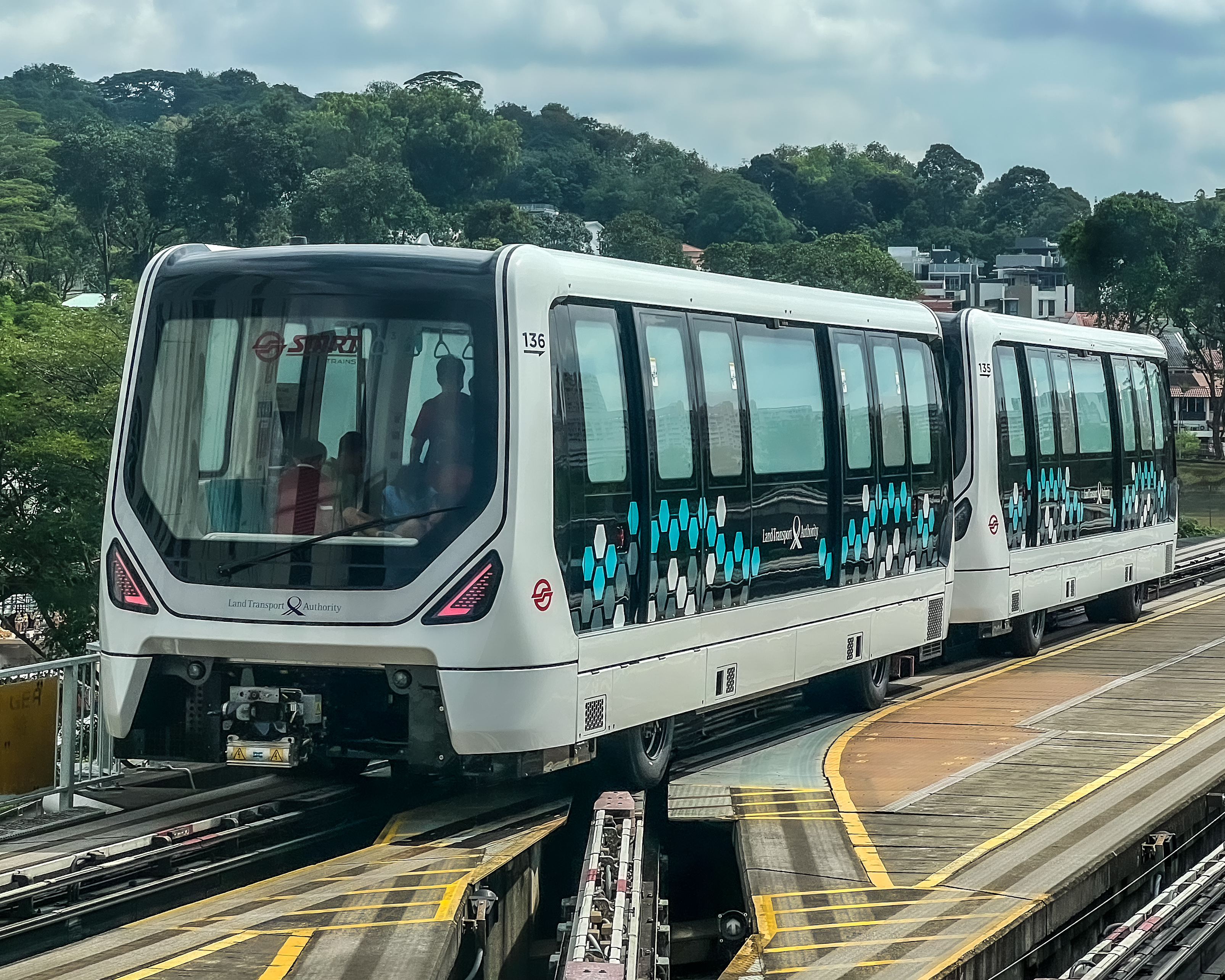
Tren ligero C801B de Bombardier Innovia APM en el sistema LRT de Bukit Panjang.

En varias ciudades nuevas, los sistemas automatizados de tren ligero con neumáticos funcionan como alimentadores de la red principal de MRT en lugar de los autobuses de enlace. La primera línea de LRT, operada por SMRT Light Rail, se inauguró en Bukit Panjang en 1999 para conectar con Choa Chu Kang, en la vecina Choa Chu Kang New Town. Aunque posteriormente sufrió más de 50 incidentes, algunos de los cuales provocaron la suspensión del sistema durante varios días, se introdujeron sistemas similares, aunque de una empresa diferente, en Sengkang y Punggol en 2003 y 2005 respectivamente, ambos operados por SBS Transit.

### Tranvías
Los tranvías funcionaron dos veces en Singapur: un tranvía de vapor de 1886 a 1894 y un tranvía eléctrico de 1905 a 1927. Ambos intentos no tuvieron éxito y el segundo fue sustituido por trolebuses.

## People Mover del aeropuerto
El aeropuerto de Changi, el principal aeropuerto internacional de Singapur, cuenta con un sistema automatizado de Skytrain con neumáticos que se inauguró en 1990 para conectar el lado de tierra y el lado de aire de las Terminales 1 y 2, cuando se abrió esta última el mismo año. De 2004 a 2007, el sistema original Adtranz C-100 fue sustituido por el Mitsubishi Crystal Mover cuando el sistema se actualizó y se amplió a la Terminal 3. En 2019, se incorporaron seis vehículos más y se introdujeron servicios de tres coches entre las terminales 2 y 3 para ampliar la capacidad del sistema.
También se construirá un sistema subterráneo de transporte de personas para la nueva Terminal 5.

## Otras líneas ferroviarias locales
Singapur ha tenido otras formas de sistemas de ferrocarril ligero, como el sistema de monorraíl de la isla de Sentosa, inaugurado en febrero de 1982. Este sistema de 6,4 km y 6 estaciones se cerró en marzo de 2005 y en diciembre de 2006 se construyó un nuevo sistema Sentosa Express. El Jurong BirdPark contaba anteriormente con un panorail con aire acondicionado que cerró en 2012. A mediados de la década de 1990, el zoo de Singapur también contaba con un ferrocarril de dos pies de ancho que utilizaba "locomotoras de vapor" con motor diésel.
Históricamente, Singapur también había explotado varios ferrocarriles industriales en el puerto de Singapur y la cantera de Mandai y varios ferrocarriles militares en las bases militares de Admiralty y Changi.

## Enlaces ferroviarios internacionales

### Línea ferroviaria de la Costa Oeste de KTM

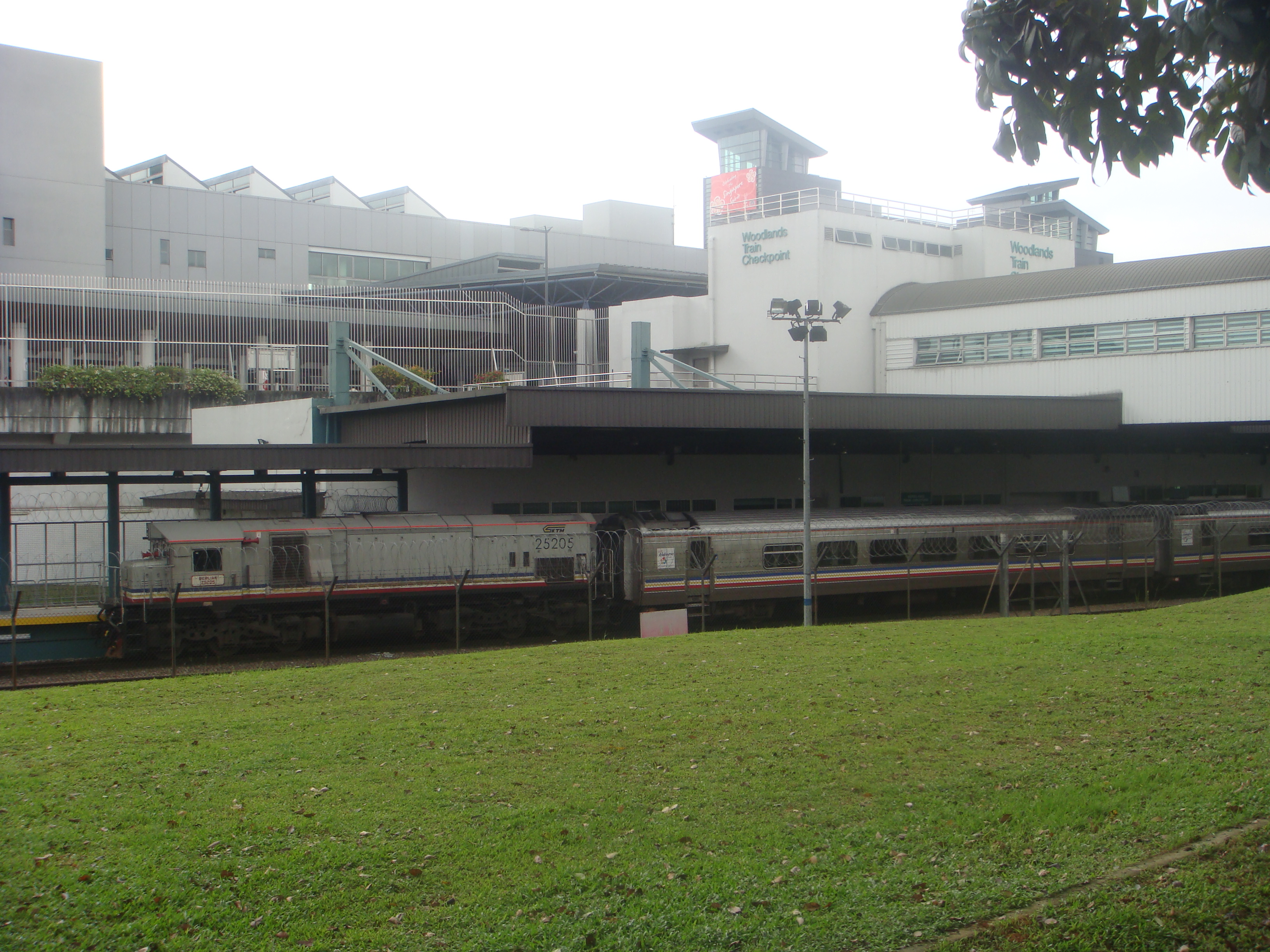
Un tren KTM Intercity en el puesto de control ferroviario de Woodlands.

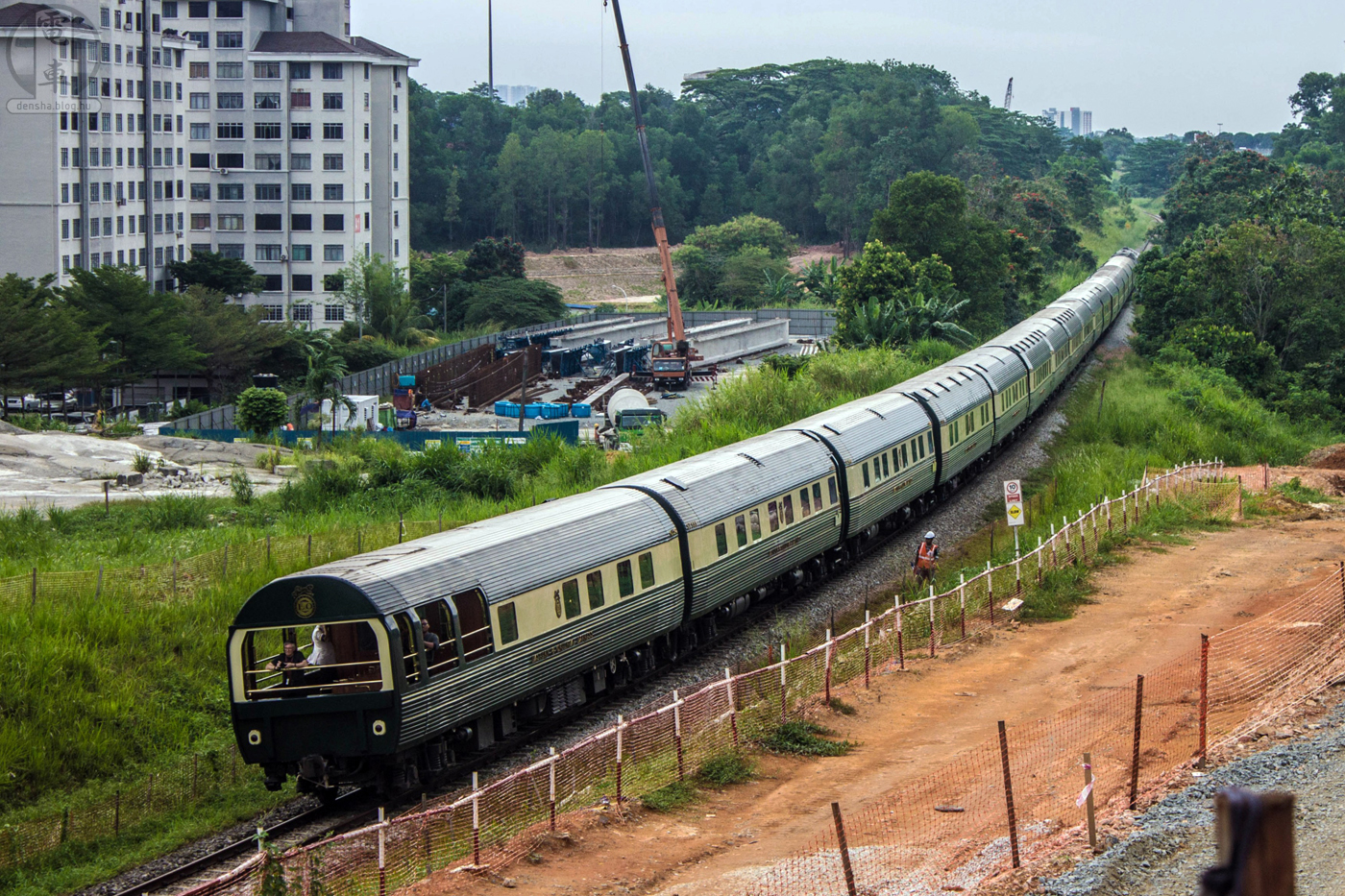
Eastern and Oriental Express

La única línea ferroviaria principal que ofrece conexiones internacionales directas es la línea ferroviaria de la Costa Oeste de Malasia, que atraviesa la Calzada Johor-Singapur desde Johor Bahru hasta la Estación Woodlands Checkpoint, el extremo sur de la línea.
La vía única de ancho métrico llegaba hasta la estación de Tanjong Pagar, en el sur de Singapur, pasando por Kranji, Bukit Timah y Buona Vista. Sin embargo, la línea se cerró el 30 de junio de 2011 y los servicios de tren, que eran prestados por Keretapi Tanah Melayu, terminaron en su lugar en Woodlands. Las vías férreas fueron eliminadas progresivamente.
Todos los servicios de tren KTM Intercity solían cruzar la Calzada y terminar en Woodlands. Sin embargo, a partir del 1 de julio de 2015, comenzó a funcionar un servicio de transporte entre la estación de tren Johor Bahru Sentral (JB Sentral) en Johor Bahru y Woodlands. Los servicios de trenes interurbanos que anteriormente prestaban servicio en el puesto de control ferroviario de Woodlands terminaban en JB Sentral. El servicio de lanzadera será sustituido por el sistema de tránsito rápido Johor Bahru-Singapur en 2024, cuando se espera que entre en funcionamiento.
El tren de lujo Eastern and Oriental Express circula entre Woodlands y Bangkok vía Kuala Lumpur.

### Sistema de tránsito rápido Johor Bahru-Singapur
La idea de un enlace de MRT a través de la frontera con Johor Bahru se ha planteado desde que se construyó la primera línea de MRT en la década de 1980. En 2010, cuando se acordó el traslado de la terminal de KTM a Woodlands, también se anunció que se construiría un sistema de tránsito rápido para mejorar la conectividad a través de la frontera y aliviar la congestión en la calzada Johor-Singapur.
La RTS se concibe actualmente como una línea de dos estaciones. La terminal de la RTS de Singapur estará en Woodlands North, y permitirá el intercambio con la línea de MRT Thomson-East Coast. La terminal de la RTS de Johor Bahru estará en Bukit Chagar, junto a la estación de tren de Johor Bahru Sentral y el edificio CIQ de Sultan Iskandar. Las dos estaciones contarán con instalaciones combinadas de Aduanas, Inmigración y Cuarentena (CIQ) de ambos países, similares a las actuales en el puesto de control ferroviario de Woodlands. Los pasajeros pasarán los controles fronterizos de ambos países antes de subir al tren RTS, y no necesitarán más controles al llegar a la otra estación.
Estaba previsto que el enlace RTS entrara en funcionamiento en 2024, pero el proyecto se pospuso a petición del gobierno malasio para su revisión, y su finalización se retrasó hasta finales de 2026, comenzando la construcción en 2021. Tras la finalización del enlace RTS, los servicios ferroviarios al puesto de control ferroviario de Woodlands dejarán de funcionar, completando la retirada de KTM de Singapur.

### Tren de alta velocidad Kuala Lumpur-Singapur
En los últimos años se han planteado planes para construir un enlace ferroviario de alta velocidad entre Singapur y Kuala Lumpur. En 2006, YTL Corporation Berhad, constructora y operadora del enlace ferroviario exprés de Kuala Lumpur, presentó una propuesta, pero no se llevó a cabo debido a la falta de interés del Gobierno malasio en aquel momento.
En 2013, los gobiernos de Singapur y Malasia acordaron oficialmente construir el tren de alta velocidad Kuala Lumpur-Singapur entre Kuala Lumpur y Singapur para 2020 en una reunión entre el primer ministro de Singapur, Lee Hsien Loong, y el primer ministro de Malasia, Najib Razak, en Singapur. El enlace ferroviario de alta velocidad reducirá el tiempo de viaje entre las dos ciudades de siete horas en las líneas ferroviarias actuales a unos 90 minutos. El presidente de la Comisión de Transporte Público Terrestre de Malasia, Syed Hamid Albar, anunció siete paradas en Malasia para el tren de alta velocidad: Kuala Lumpur, Putrajaya, Seremban, Ayer Keroh, Muar, Batu Pahat y Nusajaya. En mayo de 2015, el gobierno de Singapur anunció que Jurong East sería el lugar donde se ubicaría la terminal del HSR en Singapur, a 600 metros de la actual estación de MRT de Jurong East. Se esperaba que la construcción del ferrocarril comenzara en 2018. En mayo de 2018, el nuevo primer ministro de Malasia, Mahathir Mohamad, anunció inicialmente la cancelación de la línea, pero más tarde dijo que el proyecto se limitaba a retrasarse. Se llegó a un acuerdo para una suspensión de dos años, y ahora se esperaba que la línea se inaugurara en enero de 2031. Sin embargo, los dos gobiernos no lograron finalmente llegar a un acuerdo para continuar el proyecto y lo dieron por terminado el 1 de enero de 2021 en una declaración conjunta.

## Especificaciones técnicas

### Vías y estructura

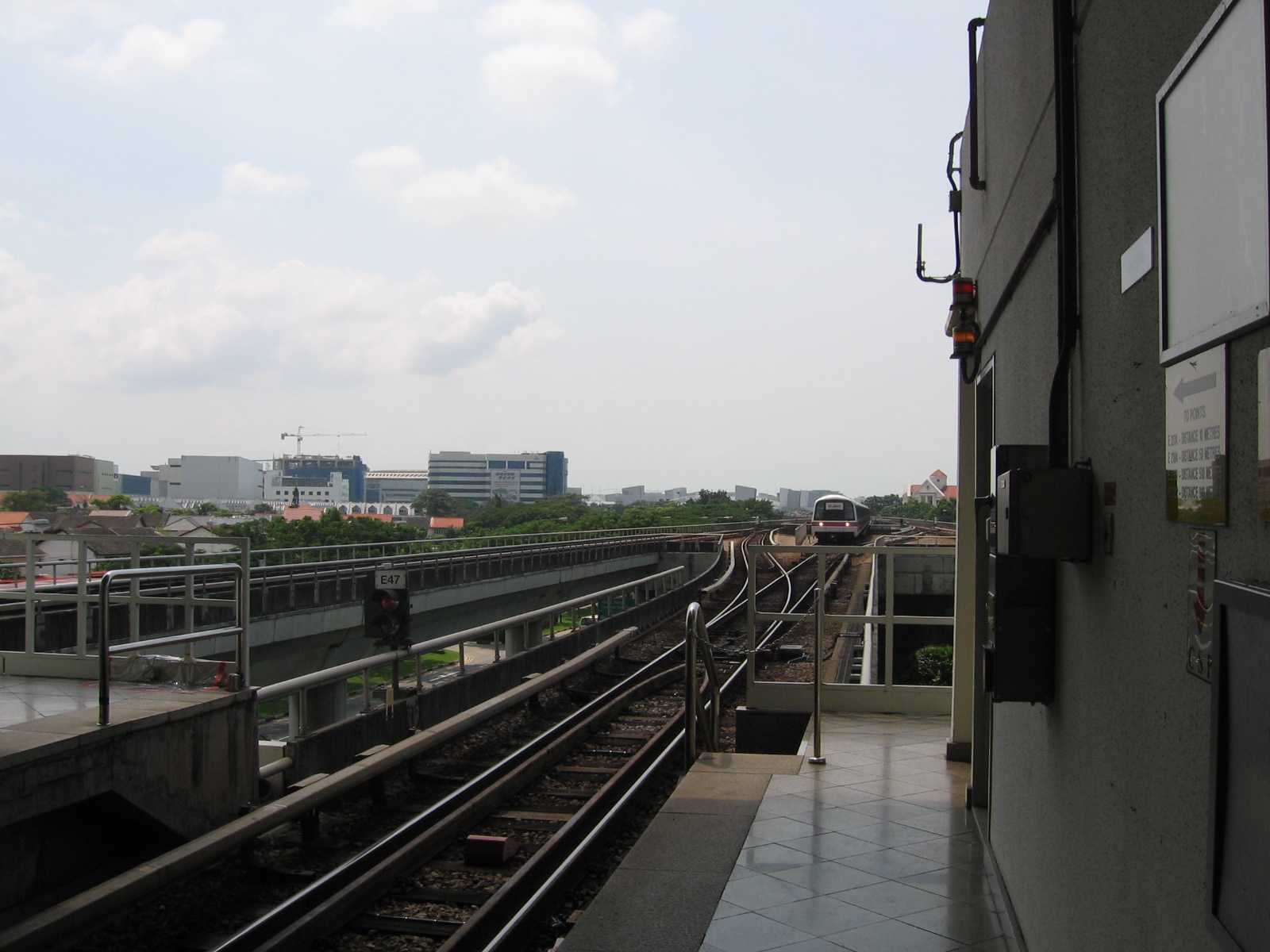
Las vías elevadas de la red de MRT cuentan con barandillas de seguridad.

Históricamente, las líneas ferroviarias de la época colonial, como los ya desaparecidos tranvías y las líneas ferroviarias KTM, utilizaban el ancho de vía de 1.000 mm. Sin embargo, varios ferrocarriles militares de antiguas bases militares británicas también utilizaban el ancho de vía estándar de 1.435 mm.
El sistema contemporáneo de MRT utiliza el ancho de vía estándar de 1.435 mm, y las líneas elevadas cuentan también con barandillas para evitar que un vehículo descarrilado golpee obstáculos fijos y parapetos de viaductos, manteniendo las ruedas descarriladas adyacentes a los carriles de circulación. En el MRT se utilizan tres tipos de vías férreas: vía sobre balasto, vía en placa fija y vía de placa flotante; las vías de placa flotante se utilizan en los tramos de la red ferroviaria situados bajo zonas densamente pobladas y edificadas para aliviar la transmisión de vibraciones y ruidos a los edificios vecinos, mediante la interposición de soportes de goma entre la pared del túnel y las vías. Cuando se construyó inicialmente, el MRT utilizó cruces oscilantes en 26 de los 131 desvíos ferroviarios para minimizar el ruido. Entre julio y noviembre de 2000, estos cruces oscilantes se sustituyeron por otros convencionales por razones de fiabilidad.
El gálibo de la estructura del MRT se basa en la envolvente cinemática de manera que cada punto del perímetro de la envolvente cinemática se amplía verticalmente hacia arriba en 50 mm y horizontalmente en 100 mm.
El LRT de Sengkang-Punggol y el Skytrain del aeropuerto de Changi utilizan un carril de vía ancha de 1.880 mm, mientras que la línea de LRT de Bukit Panjang se basa en un carril guía central.

### Acople
KTM utiliza enganches AAR en sus trenes. Todos los trenes de la red MRT, incluidos los de trabajo, utilizan enganches Scharfenberg tipo 35. El LRT de Bukit Panjang utiliza acopladores BSI (Bergische Stahl Industrie), mientras que los vehículos Mitsubishi Crystal Mover utilizados en el LRT de Sengkang y Punggol utilizan el acoplador compacto ajustado de Japan Steel Works.

### Electrificación ferroviaria

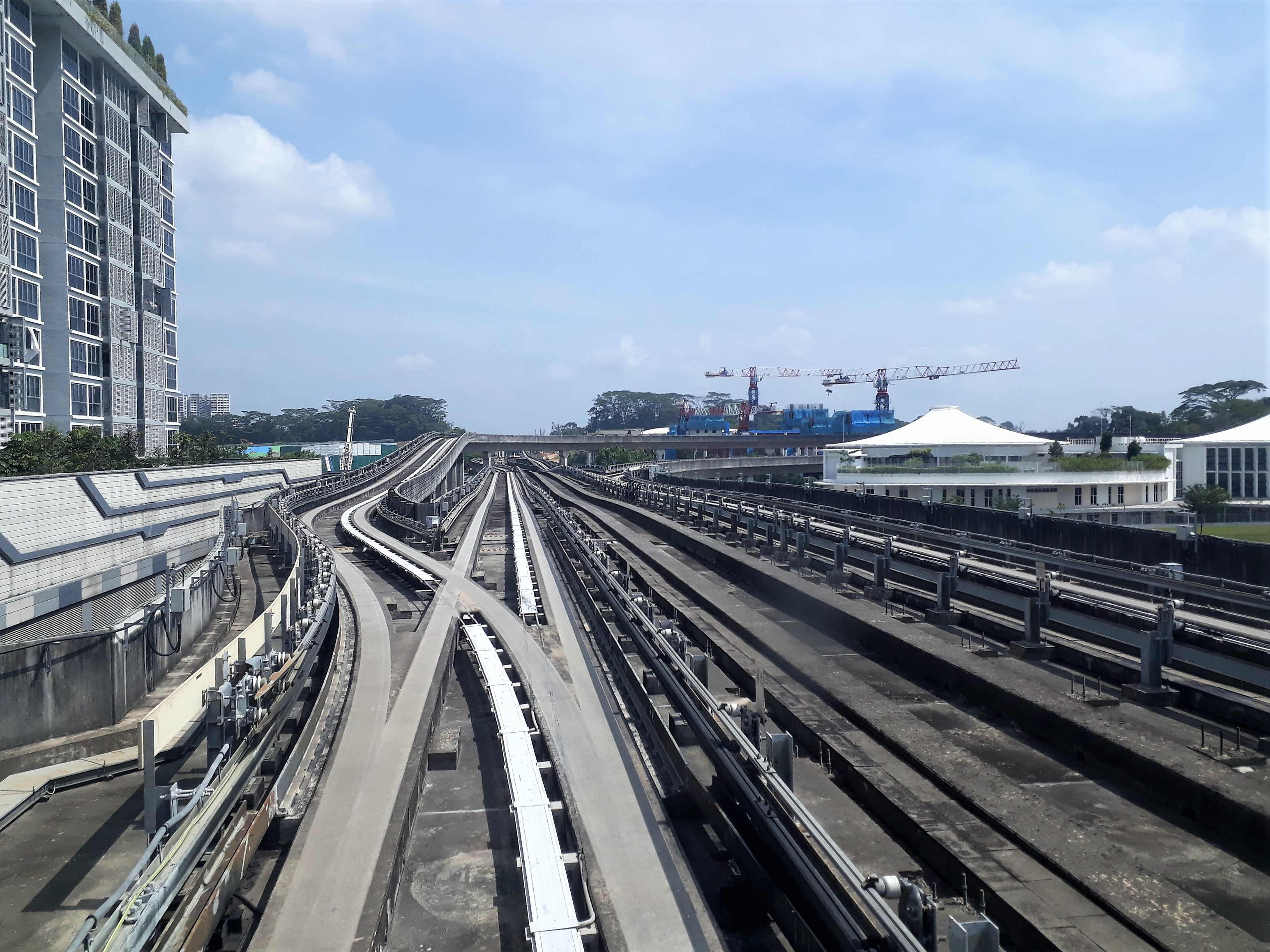
Vía guía del LRT de Punggol, con el tercer carril situado a la derecha de la vía guía.

Toda la red de MRT utiliza el tercer carril de corriente continua de 750 V, a excepción de la línea noreste, que utiliza una catenaria de 1.500 V.
El LRT de Bukit Panjang utiliza un tercer raíl trifásico de 650 V de corriente alterna situado entre las vigas guía, mientras que los LRT de Sengkang y Punggol utilizan un tercer raíl lateral de 750 V de corriente continua.

### Señalización ferroviaria

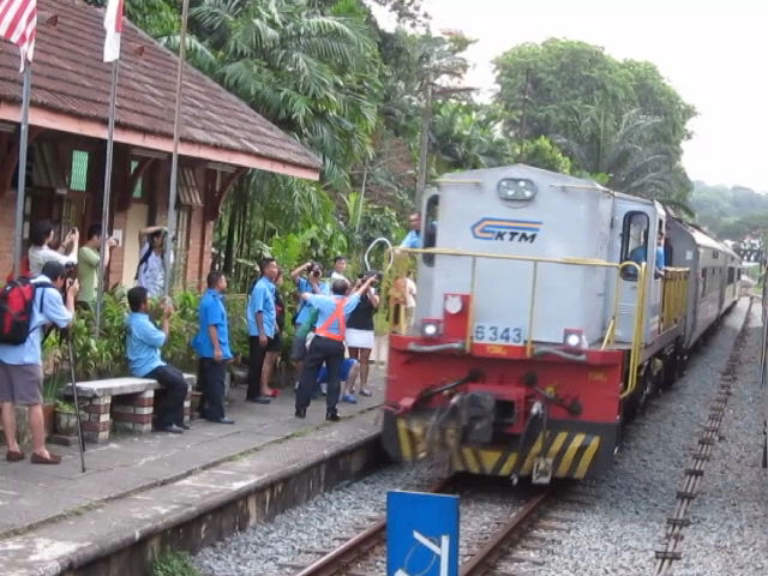
Señalización por fichas como la utilizada en la estación de KTM Bukit Timah.

Se sabe que la KTM utilizaba la señalización por fichas en Singapur, ya que la línea principal entre Woodlands y Tanjong Pagar era de vía única.
En cambio, el sistema MRT utiliza tecnología contemporánea para sus sistemas de señalización, como el enclavamiento por ordenador, la protección automática de los trenes, la operación automática de los trenes y la supervisión automática de los mismos. Aunque el sistema de señalización original utilizado en las líneas MRT Norte-Sur y Este-Oeste era anteriormente de bloque fijo, las líneas MRT más recientes utilizan un sistema de bloque móvil y las dos líneas anteriores también han sido migradas a un sistema de bloque móvil. Aunque todas las líneas de MRT están automatizadas y corresponden a un Grado de Automatización (GOA) 4, existen modos degradados en forma de Manual Codificado y Manual Restringido para casos de emergencia y maniobras.

### Normativa ferroviaria
En los años ochenta, las normas ferroviarias adoptadas en la red de MRT procedían del Reino Unido y de Japón, siendo las primeras para los sistemas de señalización ferroviaria y de control de trenes y las segundas para el material rodante. También se adoptó inicialmente la norma NFPA 130 para sistemas ferroviarios de guiado fijo y de pasajeros de EE. UU., ya que entonces no existían normas locales para un sistema de tránsito rápido, hasta que la LTA y la Fuerza de Defensa Civil de Singapur elaboraron la norma para la seguridad contra incendios en los sistemas de tránsito rápido (SFSRTS) en 2000. Las normas ferroviarias para las siguientes líneas de MRT se adoptaron del CENELEC de Europa; la LTA también se asegura de que estas nuevas líneas cumplan las normas establecidas en la ISO TC 269 y la IEC TC 9, de la que la LTA también es miembro participante.
En marzo de 2021, se lanzaron las tres primeras áreas de las Normas Ferroviarias de Singapur con el objetivo final de proporcionar un punto de referencia para los actores de la industria ferroviaria en Singapur. Desarrolladas por 17 grupos de trabajo en el marco de un comité técnico creado en 2020, las normas abarcarán la gestión de activos, el mantenimiento, la seguridad y el servicio.